# Byblos (Modemarke)

Logo von Byblos

blu byblos Logo

Byblos (Eigenschreibweise: byblos) ist eine 1973 gegründete, italienische Ready-to-wear-Modemarke, für die Gianni Versace einst als Designer tätig war.

## Unternehmensgeschichte
Byblos wurde 1973 als Teil des italienischen Bekleidungsunternehmens Genny S.p.A. gegründet, welches von Arnoldo Girombelli und seiner Ehefrau Donatella 1961 in Ancona ins Leben gerufen worden war. Byblos wurde zunächst unter der Leitung von Arnoldos Bruder, Sergio Girombelli, und ab 1992 dann von Donatella Girombelli geführt. Ab 1983 war Byblos eine eigenständige Marke im Genny-Konzern. Der Name Byblos geht auf das gleichnamige Luxus-Hotel in Saint-Tropez zurück, welches seinen Namen wiederum der libanesischen Stadt Byblos verdankt.
Markenzeichen von Byblos war neben jugendlich-unbeschwerten, elegant-sportiven und farbenfrohen Kollektionen die Tatsache, dass der jeweilige Designer des Labels stets im Hintergrund blieb und die Marke Byblos immer im Vordergrund stand. Entsprechend der Philosophie für das Hauptlabel Genny – wo unter anderem die späteren Dolce & Gabbana Designer Domenico Dolce und Stefano Gabbana arbeiteten – wurden auch bei Byblos stets junge aufstrebende Designer beschäftigt. So arbeitete der noch eher unbekannte Gianni Versace von 1977 bis 1979 für das Haus. Zuvor (ab 1974) hatte Versace bereits als Designer für Genny gearbeitet und danach (bis 1994) stand er dem Label als Berater zur Seite.
Eine Glanzzeit von Byblos waren die 1980er und frühen 90er Jahre. Unter der Regie der britischen Designer Keith Varty and Allen Cleaver wurden die Byblos-Kollektionen als lebendig, jugendlich und aggressiv, bunt, hochwertig und international beschrieben. Die Marke wurde für ihre modern-modische Ausrichtung in einem Atemzug mit Issey Miyake, Comme des Garcons oder Jean-Paul Gaultier genannt. Byblos feierte nicht nur auf dem italienischen Heimatmarkt, sondern weltweit kommerzielle Erfolge. Im Zuge der Expansion wurden weitere Labels lanciert, wie Options by Bylos, eine Zweitlinie, welche später wieder eingestellt wurde, oder Blu byblos, eine jugendliche Linie, welche bis heute existiert und unter der auf Zypern eine eigene Boutique betrieben wird.
Ab Anfang/Mitte der 1990er Jahre, als schlichte, puristische Stile und unifarbene Stoffe besonders in Mode waren, erlitt das Unternehmen beträchtliche Umsatzeinbußen und verpflichtete, allerdings wenig erfolgreich, US-amerikanische Designer, um das Label aufzufrischen. 2001 verkaufte Donatella Girombelli schließlich das Unternehmen Genny, und damit auch die Marke Byblos, an den Prada-Konzern. Prada wiederum hatte hauptsächlich an den Genny-Produktionsstätten Interesse, verkaufte Byblos 2002 an Swinger International, einen Sportswear- and Casualhersteller in Bussolengo bei Verona, und stellte 2004 die Genny-Damenkollektion komplett ein, behielt aber die Rechte an der Marke. Swinger hatte zuvor schon die Blu-byblos-Kollektion in Lizenz von Genny gefertigt.

## byblos heute
Byblos bietet eine Damen- und Herrenkollektion an, die seit Mitte der 2000er wieder als „jung und trendy“ beschrieben wird. Die Herrenmode wurde zur Saison Frühling/Sommer 2011 vorerst zuletzt bei der Mailänder Modewoche im Rahmen einer Präsentation vorgestellt. Der derzeitige Mode-Designer des Labels Byblos ist seit 2006 Manuel Facchini, Bruder des Vorstandsvorsitzenden von Swinger, Mathias Facchini. Ende 2012 lancierte Facchini zudem eine neue Hauptlinie namens Byblos Milano für Damen, die seither bei den Mailänder Modewochen präsentiert wird, und eröffnete zeitgleich im Nordwesten Mailands eine gleichnamige Diskothek mit Restaurant. Daneben werden Düfte, Brillen, Armbanduhren, Schuhe, Wäsche, Bademoden und Kinderbekleidung sowie Heimaccessoires und Möbel unter dem Markennamen Byblos vertrieben. Des Weiteren wird die sportswear-orientierte Zweitlinie Blu byblos für Damen und Herren offeriert. In Verona betreibt das Unternehmen das Byblos Art Hotel Villa Amistà, ein Luxushotel, und die Byblos Art Gallery, ein Museum für zeitgenössische Kunst. Byblos-Ladengeschäfte befinden sich zum Stand 2013 in Mailand, Verona, Limassol, Shenzhen und Johannesburg. 2007 machte Byblos einen Umsatz von 100 Mio. Euro. 2018 wurde unter der Leitung von Manuel Facchini die neu gegründete Byblos Srl aus Swinger International herausgenommen, Facchini plante einen Neustart. Im Herbst 2019 legte Byblos im Rahmen eines Concordato Preventivo einen Restrukturierungsplan vor.

## Designer bei byblos
- Gianni Versace (1977–1979)
- Guy Paulin (1979–1982)
- Keith Varty and Allen Cleaver (1981–1996)
- Richard Tyler (1996–1998)
- John Bartlett (1998–2000)
- Hauseigenes Design-Team (2000–2001)
- Martine Sitbon (Damenkollektion 2001–2002), Sandy Dalal (Herrenkollektion 2001–2002)
- Greg Myler, Stefano Citron, and Federico Piaggi (2002–2006)
- Manuel Facchini (seit 2006)